# Hans-Georg Behr
Hans-Georg Behr (* 17. Mai 1937 in Wien; † 8. Juli 2010 in Hamburg) war ein österreichischer Journalist und Sachbuch-Autor.

## Leben
Behr studierte nach dem Besuch des Stiftsgymnasiums Melk Medizin, Psychologie und Geschichte. Zunächst arbeitete er an verschiedenen therapeutischen Projekten mit. Als Journalist schrieb er besonders für Zeitschriften wie Der Spiegel, Die Zeit, Stern, GEO, TransAtlantik oder Kursbuch. Seit 1955 führten ihn viele Reisen in den nahen und fernen Osten; längere Zeit lebte er in Kathmandu, wo er sich adoptieren ließ. Er unterstützte den leiblichen Sohn seiner Adoptiveltern beim Studium in Europa und regte diese dazu an, zur bestandenen Facharztprüfung seines Adoptivbruders einen Ganesh-Schrein zu stiften. Im Jahr 1990 gestattete das Hamburger Gartenbauamt die Errichtung eines etwas über zwei Meter hohen Schreins für den nepalesischen Elefantengott. Dieser steht seither auf dem sogenannten Schinkelplatz (Ecke Schinkelstraße/Peter-Marquard-Straße) in Hamburg-Winterhude.
Neben Reportagen über die von ihm besuchten Länder arbeitete Hans-Georg Behr viel zu den Themen Drogenhandel und Organisierte Kriminalität. Als bekennender Konsument trat Behr für die Entkriminalisierung von bzw. einen gelasseneren Umgang mit Cannabis ein. Er lebte zuletzt in Hamburg.

## Werke

### Sachbücher
- Das Haschisch-Kochbuch. Melzer, Darmstadt 1970.
- Die österreichische Provokation. Ein Mahnruf für Deutsche. Heinz Moos Verlag, München 1971; Fischer Taschenbuch, 1973; 2. überarb. Aufl. Gräfelfing 1987.
- Söhne der Wüste. Kalifen, Händler und Gelehrte. Econ, Wien/Düsseldorf 1975.
  - als Bastei-Lübbe Taschenbuch: Lübbe, Bergisch Gladbach 1978, ISBN 3-404-00708-5.
- Nepal, Geschenk der Götter. Begegnungen in und mit dem erstaunlichsten Land der Welt. Econ, Wien/Düsseldorf 1976.
- Die Moguln. Macht und Pracht der indischen Kaiser von 1369–1857. Econ, Wien/Düsseldorf 1979.
  - als Heyne Sachbuch: Heyne, München 1982, ISBN 3-453-01515-0.
- Weltmacht Droge. Das Geschäft mit der Sucht. Econ, Wien/Düsseldorf 1980.
- Von Hanf ist die Rede. Kultur und Politik einer Droge. Sphinx, Basel 1982.
  - Vollständig überarbeitete Neuausgabe: Zweitausendeins, Frankfurt am Main 1995, ISBN 3-86150-093-0.
- Alles Kohl und was man daraus machen kann. Rezepte für schlechte Zeiten. Rowohlt, Reinbek 1983.
- mit Herbert Grohmann und Bernd-Olaf Hagedorn: Charakter-Köpfe. Der Fall F. X. Messerschmidt. Wie verrückt darf Kunst sein? Beltz, Weinheim/Basel 1983.
  - Neuausgabe als Die Kunst der Mimik. Franz X. Messerschmidt und seine Charakterköpfe. ebd. 1989.
- Organisiertes Verbrechen. Econ, Wien/Düsseldorf 1985, ISBN 3-430-11286-9.
- Unsere Unterwelten. Reportagen und Streiflichter. Athenäum, Königstein im Taunus 1986.

### Belletristik
- Ich liebe die Oper. Ein bürgerliches Leben in 2 Akten nebst 2 Ouvertüren und 1 Tableau (Für ziemlich alle & unsere Staatsanwälte & unsere anderen Mitbürger). Bühnen-Manuskript. Wien 1969.
- Werbung um Antigone. Eine abendfüllende Jause. Bühnen-Manuskript. Wien 1969.
- Winifred und Wolf. Eine historische Posse mit Gesang für eine Schauspielerin und zwei Schauspieler (von denen einer auch Klavier spielen kann). Mit einem Essay von Karl Markus Michel. Zweitausendeins, Frankfurt am Main 1998
- Fast eine Kindheit Autobiographischer Roman. (= Die Andere Bibliothek. 212). Eichborn, Frankfurt am Main 2002
  - als Taschenbuch: BVT, Berlin 2004, ISBN 3-8333-0049-3.
- Fast ein Nomade. Zsolnay, Wien 2009, ISBN 978-3-552-05392-2.
- Kathmandu: Newar trauern nicht. In: Geo-Magazin. 2, 1979, S. 122–148.  Informativer Erlebnisbericht über die Sitten der Newar. ISSN 0342-8311